# Kuşadası
Kuşadası (in italiano, soprattutto in passato, nota anche come Scala Nova o Scalanova) è una città della Turchia, centro dell'omonimo distretto della provincia di Aydın.
La città, il cui nome significa "isola degli uccelli", è un porto sul mar Egeo. Si trova a 85 km a sud di Smirne.
È un'importante stazione turistica.

## Storia
Nell'area era probabilmente presente una città ellenica nota in antichità come Nuova Efeso, forse nella stessa baia dove in seguito fu fondata dai Genovesi nel medioevo la città di Scala Nova; si trattava di un avamposto marittimo sorto attorno ad un castello-fortezza con annesso emporio commerciale che corrisponde all'odierno castello collegato all'isola degli uccelli.